# Tokugawa Iesada
Tokugawa Iesada (徳川 家定 (Đức Xuyên Gia Định) 6 tháng 5 năm 1824 – 14 tháng 8 năm 1858) là vị Tướng Quân thứ 13 của chế độ Mạc phủ Tokugawa tại Nhật Bản. Ông cầm quyền trong 5 năm từ 1853 đến 1858. Ông có thể lực yếu. Sự ngự trị của ông bắt đầu thời kỳ Bakumatsu.

## Cai trị
Lên ngôi không lâu sau thời kỳ Hắc Thuyền, ông là người chịu trách nhiệm tối cao đối với các điều ước bất bình đẳng như Hiệp ước Kanagawa, Hòa ước Anh-Nhật, Điều ước thân thiện và thông thương Nhật-Mỹ, Điều ước thân thiện và thông thương Nhật-Anh qua đó phá vỡ chính sách sakoku (Tỏa Quốc) và khai thông việc Nhật Bản phải đối diện với các ảnh hưởng ngoại quốc. Thiên hoàng Kōmei là người phản đối chủ yếu các chính sách của ông. Điều này đã thúc đẩy phong trào Sonnō jōi (tôn Hoàng nhương di).
Ông kết hôn với Quận chúa Atsu, con gái nuôi của daimyo phiên Satsuma là Shimazu Nariakira.
Ii Naosuke được thăn lên hàng tairō (đại lão) dưới thời cai trị của ông.
Tokugawa Iesada qua đời khi còn trẻ tuổi vào năm 1858, điều này đã khiến các thành viên trong Hội đồng gia tộc Tokugawa tranh giành vị trí kế vị. Tokugawa Nariaki của Mito, Satsuma và các phiên khác muốn Tokugawa Yoshinobu trở thành người kế vị, nhưng Ōoku và các thành viên chính quyền Mạc phủ như Ii Naosuke ủng hộ Tokugawa Iemochi kế vị. Sự tranh chấp này kết thúc với cuộc thanh trừng Ansei.

## Niên đại
Những năm Iesada làm Tướng Quân có trên một niên hiệu (nengō).
- Kaei (嘉永, Gia Vĩnh) (1848–1854)
- Ansei (安政, An Chính) (1854–1860)

## Hư cấu
Trong series Ooku (大奥) của FujiTV, Tokugawa Iesada xuất hiện ở bộ phim năm 2003. Trong phim này, ông được miêu tả có một vết nám đen lớn trên mặt.
Tokugawa Iesada đã được đưa vào loạt phim truyền hình Atsuhime năm 2008 của NHK, trong đó thuật lại cuộc đời của vợ ông. Người đóng vai ông là Masato Sakai.